# Jürgen Sundermann
Jürgen Sundermann (Mülheim an der Ruhr, Alemania, 25 de enero de 1940-Leonberg, 4 de octubre de 2022) fue un futbolista y entrenador de fútbol alemán que jugaba en la posición de centrocampista.

## Carrera

### Club
| Periodo   | Club                |
| --------- | ------------------- |
| 1958–1962 | Rot-Weiß Oberhausen |
| 1962–1964 | Viktoria Köln       |
| 1964–1966 | Hertha BSC          |
| 1966–1968 | Servette FC         |
| 1968–1972 | FC Basel            |
| 1972–1975 | Servette FC         |

### Selección nacional
Jugó un partido con Alemania Federal enfrentando en un amistoso a Chile en marzo de 1960.

### Entrenador
| Periodo   | Club                   |
| --------- | ---------------------- |
| 1972–1976 | Servette FC            |
| 1976–1979 | VfB Stuttgart          |
| 1979–1980 | Grasshoppers           |
| 1980–1982 | VfB Stuttgart          |
| 1982–1983 | Stuttgarter Kickers    |
| 1983      | FC Schalke 04          |
| 1983–1985 | RC Strasbourg          |
| 1985–1986 | Trabzonspor            |
| 1986–1988 | Hertha BSC             |
| 1989      | Malatyaspor            |
| 1989–1990 | SpVgg Unterhaching     |
| 1991–1993 | VfB Leipzig            |
| 1993–1994 | Waldhof Mannheim       |
| 1994      | VfB Leipzig            |
| 1994–1995 | AC Sparta Prague       |
| 1995      | VfB Stuttgart          |
| 1995–1996 | Tennis Borussia Berlin |
| 1997      | CS Sfaxien             |
| 1999      | SK Vorwärts Steyr      |

## Logros
FC Basel
- Swiss National League A Champion (2): 1968–69, 1969–70